# Elijah Kelley
Elijah Kelley ur. 1 sierpnia 1986), amerykański aktor, piosenkarz i tancerz. Kelley występował w filmach "Wytańczyć marzenia" (2006) i "28 dni" (2000), a także w musicalu "Lakier do włosów" (2007), w którym grał rolę Seaweed'a J. Stubbs.

## Życiorys
Kelley urodził się i wychował w LaGrange, Georgia (USA), uczestniczył zarówno do Long Cane Middle School jak i do Troup County High School, gdzie od lat szkolił się i chodził na tamtejszy chór. 
Elijah przeniósł się do Los Angeles po ukończeniu liceum.
W 2006 r., Kelley zagrał w filmie "Lakier do włósów", który miał premierę w Polsce we wrześniu 2007 r. Film, jak i Elijah Kelley otrzymali pozytywne recenzje. 

## Filmografia
| Rok  | Tytuł                          | Rola              |
| ---- | ------------------------------ | ----------------- |
| 2010 | Lakier do włosów 2             | Seaweed J. Stubbs |
| 2009 | Burning Sands                  |                   |
| 2006 | Upadłe niebo                   | Leroy Wright      |
| 2006 | Wytańczyć marzenia             | Danjou            |
| 2006 | Rome & Jewel                   | Ben               |
| 2006 | Wzór                           | Anthony           |
| 2007 | Lakier do włosów               | Seaweed J. Stubbs |
| 2006 | The OG                         | Anthony           |
| 2005 | Wszyscy nienawidzą Chrisa      | Mężczyzna         |
| 2005 | The Shield: Świat glin         | Mężczyzna         |
| 2005 | Everybody Hates the Babysitter | Mężczyzna         |
| 2005 | Grave                          | Jaymon            |
| 2000 | 28 dni                         | Darnell           |
| 1999 | A Lesson Before Dying          | Clarence          |
| 1998 | Mama Flora's Family            | Młody Willie      |

## Single
| Rok  | Tytuł                     | Wykonawca                                                     | Film             |
| ---- | ------------------------- | ------------------------------------------------------------- | ---------------- |
| 2007 | "Run and Tell That"       | Obsada                                                        | Lakier do włosów |
| 2007 | "Come So Far"             | Obsada                                                        | Lakier do włosów |
| 2007 | "Without Love"            | Amanda Bynes, Nikki Blonsky, Elijah Kelley, Zac Efron i inni. | Lakier do włosów |
| 2007 | "You Can't Stop the Beat" | Obsada                                                        | Lakier do włosów |
| 2006 | "He Lives in You"         | Elijah Kelley                                                 | Disney Mania 6   |
| 2007 | "Shining Star"            | Elijah Kelley                                                 | Semi-Pro         |